# Jucu
Jucu är en rumänsk kommun i länet (județ) Cluj i regionen Transsylvanien. Befolkningen uppgår till strax över 4 200 invånare.
Jucu kommun är en sammanslagning av byarna Gădălin, Juc-Herghelie, Jucu de Mijloc, Jucu de Sus och Vişea.